# Khaled El-Ghandour
Khaled El-Ghandour (ar. خالد الغندور; ur. 27 lipca 1970 w Kairze) – egipski piłkarz grający na pozycji pomocnika. W swojej karierze rozegrał 3 mecze w reprezentacji Egiptu.

## Kariera klubowa
Swoją karierę piłkarską El-Ghandour rozpoczął w klubie Zamalek SC. W 1988 roku zadebiutował w jego barwach w pierwszej lidze egipskiej i grał w nim do 2003 roku. Wraz Zamalekiem wywalczył cztery mistrzostwa Egiptu w sezonach 1991/1992, 1992/1993, 2000/2001 i 2002/2003. Zdobył też dwa Puchary Egiptu w sezonach 1998/1999 i 2001/2002, trzy Puchary Mistrzów w latach 1993, 1996 i 2002, Puchar Zdobywców Pucharów w 2000 roku i trzy Superpuchary Afryki w latach 1994, 1997 i 2003. W sezonie 2003/2004 grał w klubie Tersana SC, w którym zakończył karierę.

## Kariera reprezentacyjna
W reprezentacji Egiptu El-Ghandour zadebiutował 4 lutego 1994 w wygranym 1:0 towarzyskim meczu ze Słowacją, rozegranym w Szardży. W 1994 roku został powołany do kadry na Puchar Narodów Afryki 1994. Na tym turnieju nie rozegrał żadnego meczu. W kadrze narodowej rozegrał 3 mecze, wszystkie w 1994.